# Borís Gorban
Borís Gorban (Rusia, 25 de septiembre de 1978) es un atleta ruso especializado en la prueba de 4x400 m, en la que consiguió ser subcampeón mundial en pista cubierta en 2004.

## Carrera deportiva
En el Campeonato Mundial de Atletismo en Pista Cubierta de 2004 ganó la medalla de plata en los relevos de 4x400 metros, llegando a meta en un tiempo de 3:06.23 segundos, tras Jamaica (oro) y por delante de Irlanda (bronce).